# Camdenton
Camdenton – miasto w Stanach Zjednoczonych, w stanie Missouri, siedziba administracyjna hrabstwa Camden.